# 渡辺汀

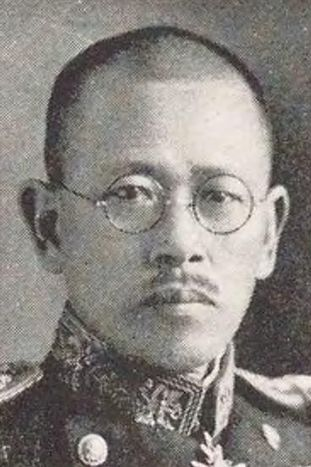
渡辺汀

渡辺 汀（わたなべ みぎわ、旧字体：渡邊 汀、1883年（明治16年）9月1日 - 1945年（昭和20年）2月5日）は、日本の海軍軍人、政治家、華族。最終階級は海軍大佐。貴族院男爵議員。旧姓・瀧口。

## 経歴
長崎県で瀧口素平の二男として生まれ、元老院議官・渡辺清の養子となる。養父の死去に伴い、1905年（明治38年）1月16日に男爵を襲爵した。
1905年11月28日、海軍兵学校（33期）を卒業し、1906年（明治39年）12月20日、海軍少尉に任官した。海軍砲術学校、海軍水雷学校で研鑽を積んだ。筑摩分隊長、相模分隊長、香取分隊長、曙駆逐艦長、尼港占領連合陸戦隊参謀兼副官、朝日砲術長兼砲術学校教官などを歴任。海軍大佐に進み、1927年（昭和2年）予備役に編入された。
1931年（昭和6年）1月17日、貴族院男爵議員補欠選挙で当選し、公正会に所属して活動し、死去するまで在任した。その他、国家総動員審議会委員、内務省委員、泰東書道院副会長などを務めた。

## 栄典
- 1943年（昭和18年）12月1日 - 正三位[10]

## 親族
- 養母 渡辺千施（ちせ、福岡県士族・母里太兵衛長女）[1][11]
- 妻 渡辺禎（さだ、山内豊尹長女）[1]
- 長男 渡辺鎮信（男爵）[1][5]
- 義姉 石井筆子（滝乃川学園長）・関文子（関重忠夫人）[1]